# Contea di Alleghany (Carolina del Nord)
La contea di Alleghany, in inglese Alleghany County, è una contea dello Stato della Carolina del Nord, negli Stati Uniti. La popolazione al censimento del 2000 era di 10 677 abitanti. Il capoluogo di contea è Sparta.

## Storia
La contea di Alleghany fu costituita nel 1859.